# Louis-d'or

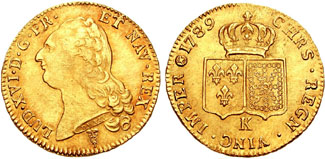
En dubbel Louis d'or utgiven under Ludvig XVI, 1789.

Louis-d'or, (fr. "Ludvig av guld", även kallad "lusidor", pl. "lusidorer") , var en fransk myntenhet i guld som introducerades under Ludvig XIII 1640 med den spanska pistolen som förebild.
En Louis-d'or motsvarade 1640 10 livres och präglades till 1794 och motsvarade då 24 livres. Finvikten var fram till 1709 6,02 gram guld, därefter fram till 1785 oftast 7,28 gram, därefter 6,80 gram. Även halv- och fjärdedelslusidorer präglades.
Denna myntenhet användes fram till 1803 då den ersattes av Napoléon, ett nytt guldmynt med valören tjugo franc, namngiven efter förste konsul Napoleon Bonaparte.
Efter att monarkin återinsatts 1815 utgavs nya guldmynt med kung Ludvig XVIII:s avbild. Dock utan att återinföra Louis-d'or som myntenhet utan till valören tjugo franc, varför dessa tillsammans med övriga tjugo francs guldmynt sorteras tillsammans med "Napoléon".